# لواء أويس القرني
لواء أويس القرني هو جماعة متمردة سورية من الثورة تم تشكيلها في عام 2012 وتقدس الشهيد الإسلامي أويس القرني. كان اللواء ينتمى في الأصل إلى الجيش السوري الحر، وأصبح لاحقاً تابعاً لتنظيم الدولة الإسلامية، وتم تدميره من قبل داعش في عام 2014 بسبب الخلافات. وقد انضمت بقايا المجموعة أخيرا إلى قوات سوريا الديمقراطية للانتقام من داعش.

## تاريخ

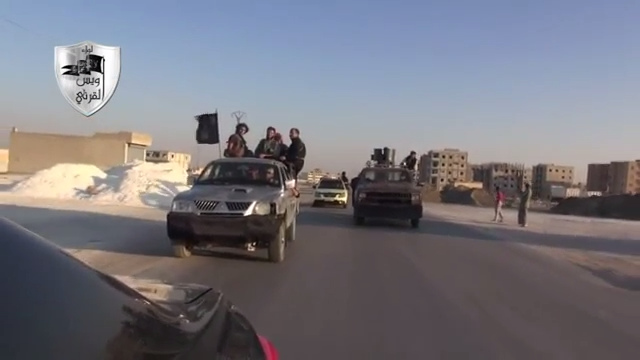
قافلة من السيارات من لواء أويس القرني تغادر من الطبقة وتتوجه إلى عين عيسى في يونيو 2013.

تشكلت المجموعة في الأصل باسم كتيبة أويس القرني من قبل أتباع أويس القرني وأعضاء من قبيلة ناصر المحلية في يونيو 2012 كجزء من الجيش السوري الحر. وبمرور الوقت، أصبحت المجموعة جيشًا خاصًا لقبيلة ناصر، التي اعتبرت نفسها «أساس الثورة في المنطقة». كتيبة أويس القرني كانت واحدة من أوائل الجماعات المتمردة التي نشطت في المنطقة المحيطة بالثورة وأحد من قاموا بتنفيذ هجمات تمرد في المناطق الحضرية ضد القوات الحكومية داخل المدينة. في سبتمبر 2012، ورد أنها نصبت كمينا لأعضاء في جهاز المخابرات العسكرية في الثورة. انضمت المجموعة أخيرا إلى ائتلاف للجيش السوري الحر.
في فبراير 2013، كانت كتائب أويس القرني جزءًا من تحالف المتمردين الذي هاجم واستولت على الثورة من الحكومة، ثم ساعد في محاصرة المطار القريب، الذي كان لا يزال في أيدي الجيش السوري. في 14 أبريل 2013، أعيد تنظيم كتيبة أويس القرني في لواء أويس القرني. عند هذه النقطة، لم تعد المجموعة تستعمل علم الاستقلال السوري، بل البديل الأسود القياسي مع «ختم محمد». في وقت لاحق، في نوفمبر، كانت المجموعة من بين وحدات المتمردين التي استولت على دبسي عفنان في منطقة الثورة. كما تمكنت ليوا أويس القرني من القبض على حوالي 110 مقاتلين حكوميين. وقد تم احتجاز هؤلاء السجناء «في ظروف كريمة»، حيث كانت الميليشيا تأمل في أن يتمكنوا من استبدالهم بأعضائهم المعتقلين. ولكن في أكتوبر 2013، تمكن نصف أسرى الحرب هؤلاء من الفرار.
بين نهاية عام 2013 وأوائل 2014، عندما استولت الدولة الإسلامية في العراق والشام على السلطة في محافظة الرقة وبدأت في تدمير مجموعات المتمردين المحلية الأخرى، رفض ليوا أويس القرني حمل السلاح ضد داعش، مدعيا أن «جميع الفصائل الإسلامية هي إخوة في الدين». على الرغم من أنه لم يقسم بالولاء للدولة الإسلامية واستمر في تأكيد استقلاله، إلا أن هذا السلوك جعل لواء أويس القرني تابعاً لداعش. لكن في مارس 2014، تمكن سجناء لواء أويس القرني الآخرون من الخروج من السجن. أدى هذا إلى توترات شديدة بين اللواء وداعش، التي قررت في نهاية المطاف حل لواء أويس القرني بالقوة. تم سجن أو إعدام أعضاء المجموعة، بينما دمرت الدولة الإسلامية ضريح أويس القرني في الرقة. وبعد عدة أشهر، تمكن عدة أعضاء من قيادة لواء أويس القرني من الهروب من سجن داعش وفروا إلى تركيا؛ بعد عامين، في نهاية عام 2016، عاد هؤلاء الناجون إلى سوريا، وانضموا إلى قوات سوريا الديمقراطية لمساعدتهم على طرد داعش من الثورة.
حوالي 60 من مقاتلي لواء أويس القرني السابقين الذين انضموا إلى جبهة النصرة التابعة لتنظيم القاعدة فروا إلى ألمانيا في أواخر عام 2014. في سبتمبر 2017، اتهم المدعي الفيدرالي في ألمانيا 25 منهم بالانتماء إلى منظمة إرهابية وارتكابهم جرائم حرب بعد اكتشافهم في منطقة الطبقة لمقبرة جماعية لـ 36 من رجال الشرطة والمساعدين الإداريين وقادة الميليشيات الحكومية ذبحوا من قبل لواء أويس القرني.

## ثبت المراجع
- Winter، Lucas (2014). Raqqa: From Regime overthrow to inter-rebel fighting. Foreign Military Studies Office. مؤرشف من الأصل في 2017-10-19.
- Kodmani، Bassma؛ Legrand، Félix (2013). Raqqa: From Regime overthrow to inter-rebel fighting. بيروت، باريس: Arab Reform Initiative. مؤرشف من الأصل في 2018-08-19.